# Versöhnungskirche (Kassel)

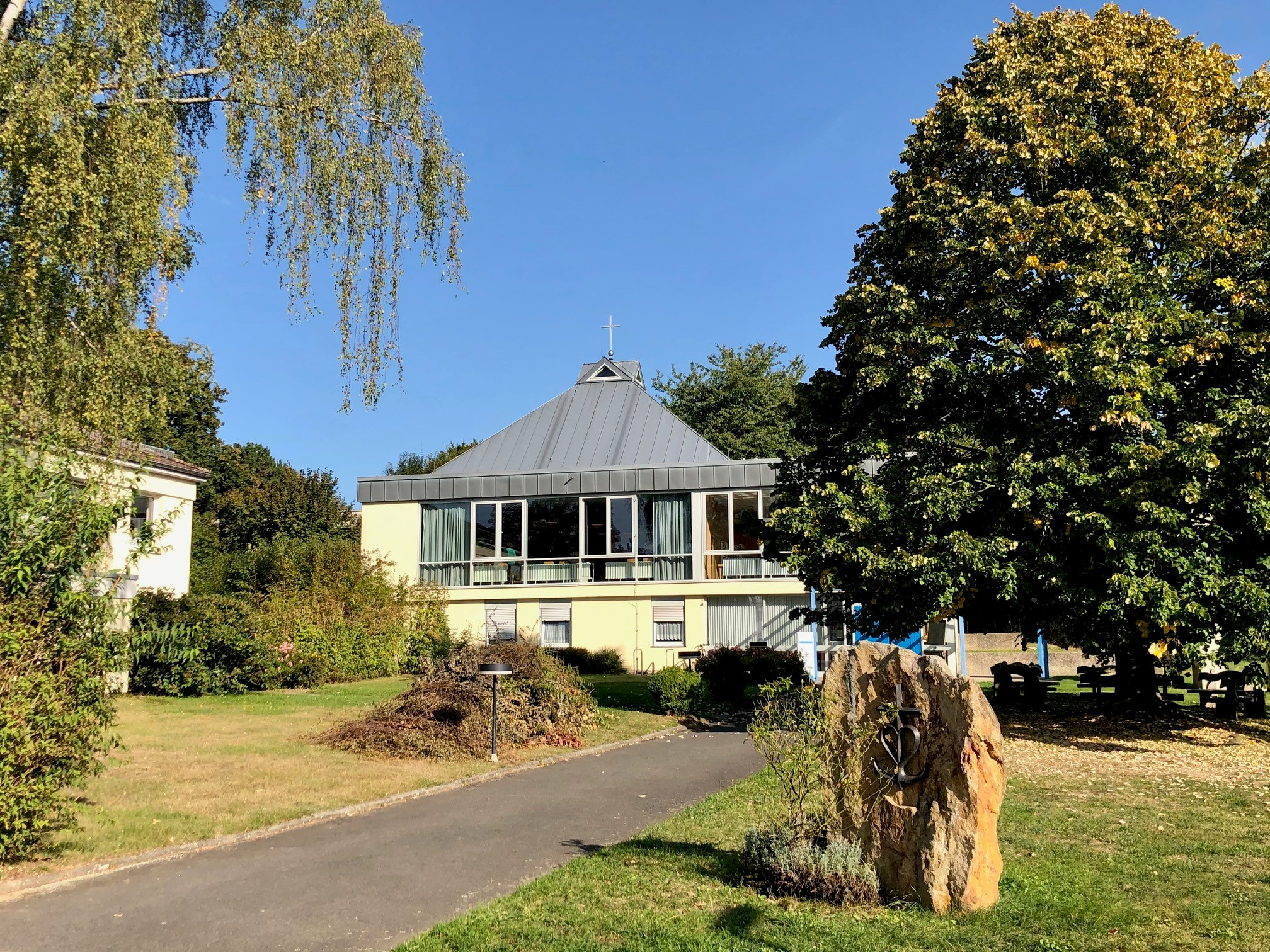
Die Versöhnungskirche am Bossental

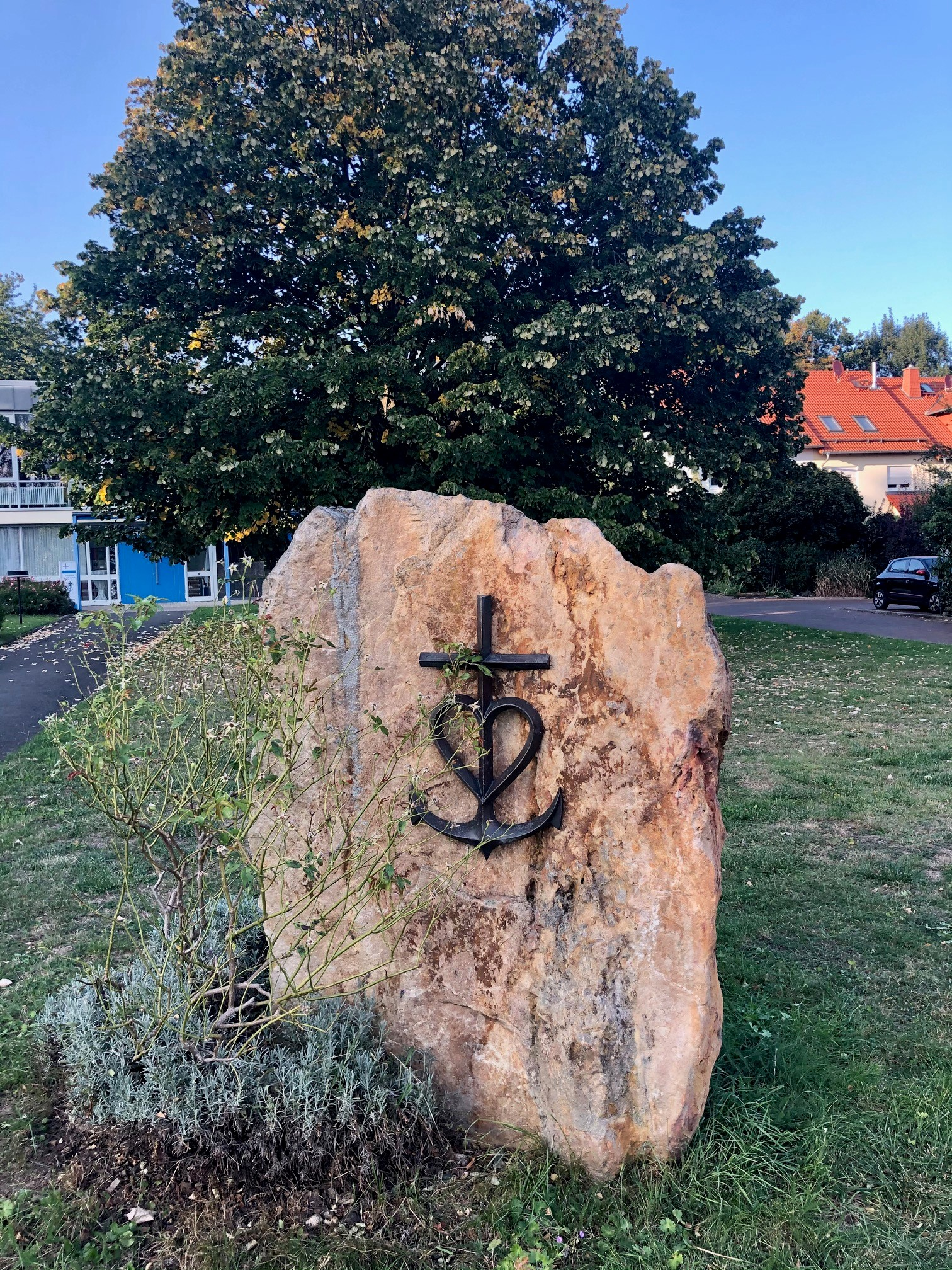
Symbolstein vor der Versöhnungskirche

Die  Evangelische Versöhnungskirche am Bossental in Kassel ist die zahlenmäßig kleinste Gemeinde im Stadtkirchenkreis der nordhessischen Großstadt. Sie feierte Ende des Jahres 2017 ihr 50-jähriges Bestehen.

## Geschichte
Die Versöhnungskirche am Bossental ist keine herkömmliche Kirche. Ursprünglich geplant war im Jahr 1965 für rund 1,5 Millionen D-Mark eine Kirche mit Wochenkapelle und einem Gemeindehaus inklusive Jugendzentrum. Später sollten dann ein Kindergarten und ein Pfarrhaus das neue Gemeindezentrum abrunden. Den eigentlichen Architekturwettbewerb gewann der Kasseler Architekt HBK Christian Balcke.
Der Bau des Gotteshauses musste aber aus finanziellen Gründen zurückgestellt werden. Erstellt wurde dann nur ein vom Kasseler Architekt Klaus Gerhard entworfenes Gemeindehaus, das letztlich als Kirchengebäude genutzt wurde. Es enthielt einen Kirchsaal mit 250 Plätzen, einen Sitzungs- und Konfirmandenraum, mehrere Jugendräume und eine Küsterwohnung. Ursprünglich sollte die Kirche allerdings rund 350 Gläubigen Platz bieten.
Ende 1967 startet die Gemeinde den Betrieb. Im Frühsommer 1993 wurde ein neuer Glockenturm errichtet, der das frühere Provisorium ersetzte. Die neue zweieinhalb Zentner schwere Glocke stammte von der südhessischen Glockengießerei Rincker. Im Jahr 2000 fand eine grundlegende Renovierung statt, bei der man das Gebäude in einen barrierefreien Multifunktionsbau umgestaltete. Die Kirche selbst wurde nie gebaut.
Auf der Kirchenwiese steht ein rund 3,3 Tonnen schwerer Symbolnaturstein aus Quarzit mit den Bronzedarstellungen Kreuz, Herz und Anker für die Formel des Apostels Paulus: «Glaube, Liebe, Hoffnung, diese drei, aber die Liebe ist die größte unter ihnen», aus dem Hohelied der Liebe (1. Korinther 13).

## Angebote
Die Gemeinde bietet zusätzlich zu den Gottesdiensten und Gemeindefesten ein vielfältiges Spektrum an Aktivitäten für Kinder, Jugendliche, Erwachsene und Senioren. Dazu gehören musikalische Angebote wie eine Singgemeinschaft und ein Posaunenchor, ein Stadtteilfrühstück, jeweils ein Besuchs- und ein Frauenkreis, ein Seniorentreff, Computerkurse, Gedächtnistraining und eine Büchertauschbörse.

## Bekannte Konfirmanden
- Michael Rasch (* 1970), Journalist und Buchautor
- André Schubert (* 1971), Trainer Fußballbundesliga

## Partnerschaften
Die Gemeinde unterhält eine Partnerschaft mit Northern-Cape, einem Kirchenkreis der Kap-Oranje-Diözese der Evangelisch-Lutherischen Kirche im Südlichen Afrika (ELCSA). Der Hauptort der insgesamt 31 Gemeinden mit rund 6000 Mitgliedern ist Kimberley.